# Allocosa delesserti
Allocosa delesserti är en spindelart som först beskrevs av Lodovico di Caporiacco 1941.  Allocosa delesserti ingår i släktet Allocosa och familjen vargspindlar.
Artens utbredningsområde är Etiopien. Inga underarter finns listade i Catalogue of Life.